# Мутара III
Мутара III Рудахигва (руанда и фр. Mutara III Rudahigwa; 29 июня 1912, Ньянза, Королевство Руанда, Германская Восточная Африка — 25 июля 1959, Бужумбура, подмандатная территория Руанда-Урунди) — представитель руандийского монархического рода, король (мвами) Руанды (1931—1959).

## Биография
Родился в семье короля Юхи V и королевы Канкази (позднее королевы-матери Радегонде Ньирамавуго III Канкази), первой из его одиннадцати жен. Он был представителем клана тутси Абаньигинья.
В 1919 г. начал свое образование в Колониальной школе сыновей вождей в Ньянзе, в 1924 г. стал секретарем своего отца. В январе 1929 г. возглавил одну из провинций страны. В том же году был тайно обращен в христианство апостольским викарием Руанды Леоном Классом.
Занял королевский трон 16 ноября 1931 г., после того как бельгийская колониальная администрация свергла его отца Юхи V Мусингу. Он принял королевское имя Мутара, став Мутарой III Рудахигвой. После принятия им католичества получил после крещения имя Шарля Пьера Леона Рудахигвы. В 1935 г. он передал Церкви одно из владений своего отца в Ньянзе, которое было преобразовано в католическую миссию. 27 октября 1946 г., через три года после официального крещения в 1943 г., он посвятил свое правление во время торжественной церемонии в Ньянзе Христу.
Начал политику модернизации страны, включая внедрение новых методов ведения сельского хозяйства. Пытался добиться объединения различных этнических групп руандийского населения, а также христианизировать страну, опираясь на бельгийские колониальные власти и на миссионерские ордена. На время его правления пришлось волной голода, зафиксированной между 1941 и 1945 гг., включавшей Голод Рузагаюра (1944—1945), от которого погибли до 50 000 человек из двух миллионов общей численности жителей страны. В Руанде-Урунди были проведены первые свободные выборы, одной их ключевых целей которых было стремление связать народность хуту с политической жизнью нации.
В 1935 г. бельгийская администрация выпустила удостоверения личности, формализующие этнические категории, тутси, хуту и тва. Впоследствии с ростом протестной активности хуту было принято решение отказаться от указания этнической принадлежности жителей, стал внедряться тезис о том, что в королевстве живут только руандийцы. После Второй мировой войны движение за освобождение хуту начало расти по всей Руанде-Урунди, чему способствовало растущее возмущение межвоенными социальными реформами, а также растущее сочувствие к хуту в католической церкви. 1 апреля 1954 г. король провозгласил отмену феодализма, которая основывалась на эксплуатации хуту, через год страну посетил король Бельгии Бодуэн. Однако этот визит не принес умиротворения. Руандийская монархия и видные тутси почувствовали растущее влияние хуту и начали агитировать за немедленную независимость на своих собственных условиях, кульминацией этих событий стало заявление Мутары III о необходимости независимости от Бельгии. Ответным ходом стало создание группой ученых-хуту «Манифеста Бахуту», который осудил «эксплуатацию» хуту этническими тутси и призвал к их освобождению от правления сначала тутси, а затем и бельгийцев. Также были созданы массовые политические движения хуту.
Совместно с бельгийцами и большей частью духовенства на своей стороне один из лидеров движения хуту Жозеф Гитера начал кампанию по уничтожению или захвату Калинги (руанда Kalinga) — королевского барабана, одного из главных символов монархии. Мутара III к тому моменту был окончательно испуган движением хуту и контрабандным путём вывез музыкальный инструмент из страны. Он употреблял много алкоголя. 25 июля того же года Мутара III умер в Усумбре вскоре после обращения за медицинской помощью. После первоначального обследования врачи пришли к выводу, что он скончался от кровоизлияния в мозг. Как писала американский гуманитарный деятель Розамунд Карр в книге о своей жизни в Руанде, многие руандеры тогда были уверены, что это бельгийцы ввели королю смертельную инъекцию. При этом, хотя вскрытие никогда не проводилось из-за возражения королевы-матери, оценка независимых врачей позже подтвердила первоначальный диагноз естественной кончины. О наличии подобных подозрений у населения писала и историк-африканист Кэтрин Ньюбери, которая дополнила, что каких-либо реальных оснований у жителей не было. В бельгийских правительственных кругах ходили слухи, что король покончил жизнь ритуальным самоубийством по указанию придворных историков. Несмотря на отсутствие обоснования подозревать бельгийцев в убийстве, данная смерть стала основным катализатором для вспышки межнациональных противоречий и дальнейших событий. Элита тутси, полагая, что короля убили высокопоставленные лица церкви при поддержке бельгийского правительства, начала кампанию против обоих. Кигели V, брата Мутары III, на должность мвами тутси назначили уже не только без участия европейцев, но и даже против их воли. Историки церкви Ян и Джейн Линдены описали это событие как «малый переворот тутси».
Его вторая жена Розали Гиканда, с которой он обвенчался по христианскому обряду, после его смерти осталась в Руанде. В 1994 г. по приказу Идельфонса Низейиманы она была убита во время геноцида в Руанде. Позже он был задержан и осужден судом ООН по военным преступлениям и приговорён к пожизненному заключению.

## Награды и звания
Командор первого класса папского ордена Святого Григория Великого.